# Ла Роса Амариља (Виља де Кос)
Ла Роса Амариља (шп. La Rosa Amarilla) насеље је у Мексику у савезној држави Закатекас у општини Виља де Кос. Насеље се налази на надморској висини од 1970 м.

## Становништво
Према подацима из 2010. године у насељу су живела 4 становника.

### Хронологија
| Година       | 2000      | 2005         | 2010 |
| ------------ | --------- | ------------ | ---- |
| Становништво | 7 (4 / 3) | 24 (10 / 14) | 4    |

### Попис
| # | Индикатор                     | Вредност |
| - | ----------------------------- | -------- |
| 1 | Укупно домаћинстава           | 5        |
| 2 | Укупно насељених домаћинстава | 1        |
| 3 | Величина локације             | 1        |